# A kutyás hölgy
A kutyás hölgy (eredeti cím oroszul: Дама с собачкой) fekete-fehér orosz (szovjet) játékfilm, Anton Pavlovics Csehov azonos című novellája alapján. A Lenfilm produkciójában készült filmet Joszif Hejfic egyik legsikeresebb rendezéseként tartják számon.

## Ismertetése
Gurov, a Jaltában pihenő moszkvai bankember szemet vet a szintén ott nyaraló Anna Szergejevnára. Mindketten házasok, mindketten egyedül vannak, a „kutyás hölgy” könnyű esetnek látszik. Megismerkednek, viszonyuk lesz, de Gurov terveibe hiba csúszik: az  asszony váratlanul szerelemre lobban a választékos modorú, ám csak rutinszerűen udvarolgató férfi iránt. Anna megújuló lelkiismereti rohamait Gurov csendesen tűri, és mikor az elutazik, lezárja magában az ügyet.
Moszkvában már tél van. A megszokott családi környezetben, fogadások és kártyapartik közepette Gurovnak egyre jobban hiányzik Anna. Titokban Szaratovba utazik, hogy találkozzon vele. Egy színházi előadáson, férje oldalán látja viszont. A szünetben sikerül találkozniuk, a halálra rémült Anna újra bevallja szerelmét és megígéri, hogy Moszkvába utazik. 
Az utolsó jelenetek a moszkvai szállón egymásra találó pár csendes, de állandó bujkálásra ítélt szerelméről és vívódásáról szólnak. Úgy érzik, hogy igazi életük még csak most kezdődik, de vajon eljön-e az az idő, amikor nyíltan vállalható lesz? Ezzel a "kezdettel" fejeződik be a film. Gurov a találkáról lábújhegyen távozik.
A Csehov korában játszódó, látszólag semmitmondó szerelmi történet mellett folyamatosan jelen van egy csupán megszokásra és látszatokra épülő világ. A nyaralók lenéző viselkedése, a moszkvai társasági élet fellengzős elégedettsége, Gurov felesége (aki nevetve mondja férjének: – Ne akard megjátszani a nőcsábászt!), Anna hajbókoló férje a színházi előadáson – mind ennek a világnak a részei. Jaltában még maga Gurov is az: miközben Anna az érzéseiről és lelkiismeret-furdalásáról beszél, a férfi egykedvűen dinnyét majszol, máskor lopva az óráját figyeli. Ettől a világtól szinte teljesen külön létezik kettejük halk szavakból, apró gesztusokból vagy Anna érzelmi viharaiból kibontakozó világa. Az impresszionista hangulatot árasztó tengerparti séták, hegyi kirándulások a szabadságukat érzékeltetik, miközben szinte eggyé válnak a természettel. A jelenetek hangulati értékét növeli, hogy az alkotók gyakran szó szerint átvették, dialógussá formálták a csehovi szöveg egyes részeit.

### Filmtörténet
Joszif Hejfic rendezői pályáján három alkalommal fordult Csehov műveihez. A kutyás hölgyet,  első Csehov-filmjét 1960ban mutatták be. Hazájában és külföldön egyaránt jelentős sikert aratott, bár a kritikusok egy része fenntartásokkal fogadta. Az ellenvélemények egy része az eredeti novellához viszonyítva marasztalta el az átdolgozást és a hősök árnyaltabb bemutatását hiányolta. A Csehov-művek megfilmesítésének hosszú története során azóta talán frissebb filmek is születtek az orosz stúdiókban (például Nyikita Mihalkov rendezésében). Hejfic fekete-fehér filmje tiszta stílusával, mélyen átélt, de visszafogott színészi alakításával, kiváló operatőri munkájával bizonyosan előkelő helyen maradt ebben a sorban.

## Főbb szereplők
- Ija Szavvina – Anna Szergejevna (Ruttkai Éva)
- Alekszej Batalov – Dmitrij Gurov (Gábor Miklós)
- Nyina Aliszova – Gurov felesége (Tábori Nóra)
- Pantyelejmon Krimov – von Dideritz, Anna férje (Agárdy Gábor)

További magyar hangok: Greguss Zoltán, Kőmíves Sándor, Márkus László, Ujlaki László

## Díjak

### Cannes-i fesztivál(1960)
- díj: Legjobb részvétel díja
- jelölés: Arany Pálma

### Londoni Filmfesztivál (1960)
- díj: elismerő oklevél (Joszif Hejfic rendező)

### BAFTA-díj(1963)
- jelölés: legjobb film

### Jussi Award (1962)
- díj: elismerő oklevél (Alekszej Batalov)